# Burgstall Arnstein (Schönthal)
Der Burgstall Arnstein, auch Ornstain, Orennstein genannt, bezeichnet eine abgegangene Höhenburg auf einer Bergkuppe bei 484 m ü. NHN im Ortsteil Premeischl der Gemeinde Schönthal im Oberpfälzer Landkreis Cham in Bayern. Die Anlage wird als Bodendenkmal unter der Aktennummer D-3-6641-0007 im Bayernatlas als „mittelalterlicher Burgstall, archäologische Befunde des abgegangenen frühneuzeitlichen Schlosses "Arnstein"“ geführt. 

## Geschichte
Die Burg wurde etwa in der ersten Hälfte des 12. Jahrhunderts erbaut und war im 12. Jahrhundert Ministerialensitz der Herren von Arnheim, die im Dienste der Diepoldinger gestanden haben könnten. Ab dem 15. Jahrhundert war die Burg bis ins 19. Jahrhundert im Besitz wechselnder Adelsfamilien. Im 18. Jahrhundert wurde auf der Burganlage ein kleines Schlösschen erbaut, das 1953 wieder abgebrochen wurde.

## Beschreibung
Über die Bauentwicklung der ovalen Burganlage ist nichts bekannt. 1568 beschreibt der Kartograph und Heraldiker Philipp Apian die von einer Ringmauer umgebene Anlage als Feste mit turmartigem Bau mit Dachreiter, einem weiteren Burggebäude und einer hohen halbrunden Bastion. 1906 waren noch Terrassierungen und ein Felsengewölbe erkennbar und ein zweigeschossiger Nachfolgebau vorhanden. Heute ist der Burgstall mit einem landwirtschaftlichen Betrieb überbaut und ein Bodendenkmal.